# Maude Mathys
Maude Mathys (geborene Küng, * 14. Januar 1987 in Ollon) ist eine Schweizer Athletin, die auf Traillauf, Berglauf und Skibergsteigen spezialisiert ist. 

## Leben
Maude Mathys hat bemerkenswerte Erfolge im Skibergsteigen erzielt. Im Jahr 2014 dominierte sie die Szene, indem sie gleich mehrere der prestigeträchtigsten Rennen für sich entschied. Dazu gehören Siege bei der Pierra Menta, der Tour du Rutor sowie der Patrouille des Glaciers, bei der ihr Team zudem einen Streckenrekord aufstellte. Podest-Platzierungen bei der Europameisterschaft im Skibergsteigen 2012 (Team) und 2014 (Einzel) untermauern ihre Erfolge in dieser Sportart. Auf nationaler Ebene sicherte sie sich bei den Schweizer Meisterschaften Titel in den Jahren 2021 und 2024/2025 im Vertical Race.
Im Jahr 2015 wurde sie von der Disziplinarkammer für Dopingfälle von Swiss Olympic wegen eines Verstosses gegen die Anti-Doping-Regeln bestraft. Mathys hatte im Rahmen einer Fruchtbarkeitsbehandlung Clomifen eingenommen, und ihr wurden vier WM-Medaillen aberkannt, die sie bei der Weltmeisterschaft im Skibergsteigen 2015 gewonnen hatte. Sie wurde verwarnt, aber nicht gesperrt.
Mathys ist auch im Berglauf erfolgreich. Sie gewann 2017 die Schweizer Meisterschaften und die Berglauf-Europameisterschaften. Bei den Berglauf-Weltmeisterschaften 2022 erreichte sie eine Bronzemedaille im Uphill-Rennen. 2020 und 2021 gewann sie die Golden Trail Series. Beim Berglauf-Klassiker Sierre-Zinal belegte sie im August 2025 den 4. Platz, nachdem sie das Rennen bereits vier Mal (2019 bis 2022) gewonnen und zuvor mehrere Podest-Platzierungen erreicht hatte.
Beim Zürich-Marathon im April 2022 wurde sie Schweizer Meisterin im Marathonlauf.
Aktuell wird sie von Asics und Näak gesponsert.
Maude Mathys ist Mutter von zwei Kindern.

## Sportliche Erfolge (Auswahl)

### Skibergsteigen
2012
- 3. Platz (Team), Europameisterschaft im Skibergsteigen

2014
- 1. Platz (Team, Streckenrekord), Patrouille des Glaciers
- 1. Platz (Team), Pierra Menta
- 2. Platz, Europameisterschaft im Skibergsteigen

2021
- 1. Platz, Swiss National Championships

2024
- 1. Platz, Swiss National Championships

### Berg- und Traillauf
2009
- 1. Platz, Trail Verbier St Bernard, 53 km

2012
- 1. Platz, Marathon du Mont Blanc
- 3. Platz, Berglauf Sierre–Zinal

2013
- 3. Platz, Berglauf Sierre–Zinal

2014
- 2. Platz, Berglauf Sierre–Zinal

2017
- 1. Platz, Berglauf-Europameisterschaften
- 1. Platz (Streckenrekord), Jungfrau-Marathon[6]

2019
- 1. Platz, Pikes Peak
- 1. Platz, Berglauf Sierre–Zinal

2020
- 1. Platz, Berglauf Sierre–Zinal
- 1. Platz, Golden Trail Series

2021
- 1. Platz, Marathon du Mont Blanc
- 1. Platz, Berglauf Sierre–Zinal
- 1. Platz, Golden Trail Series
- 3. Platz, Berg- und Traillauf-Weltmeisterschaften 2021, Uphill Mountain
- 1. Platz (Team), Berg- und Traillauf-Weltmeisterschaften, Up and Downhill Mountain

2022
- 2. Platz, Zegama–Aizkorri
- 1. Platz, Berglauf Sierre–Zinal
- 2. Platz, Pikes Peak

2024
- 1. Platz, Kobe Trail[7]
- 10. Platz, Berglauf-Europameisterschaften
- 1. Platz, Tenerife Bluetrail, 46 km
- 2. Platz, Ultra-Trail du Mont-Blanc: ETC, 15 km

2025
- 1. Platz, Transvulcania, Halbmarathon & Vertical
- 4. Platz, Berglauf Sierre–Zinal